# Шесторедова кубична пита
Шесторедовата кубична пита е правилна паракомпактна пита. На всеки има безброй куба. Връхната фигура е правилно триъгълно пано, ръбовата – квадрат. Има безброй квадрати. Дуалната пита е четириредова шестоъгълна панова пита.

## Свързани пити
- тесеракт
- кубична пита
- петоредова кубична пита
- шесторедова кубична пита

### Правилни паракопактни пити
- шестоъгълна панова пита
- шесторедова четиристенна пита
- четириредова шестоъгълна панова пита
- шесторедова кубична пита
- петоредова шестоъгълна панова пита
- шесторедова дванадесетостенна пита
- шесторедова шестоъгълна панова пита
- триъгълна панова пита
- квадратна панова пита
- четириредова осмостенна пита
- четириредова квадратна панова пита